# 瘞鷂碑
瘞鷂碑(えいようひ)は、東京都文京区の水戸藩ゆかりの庭園・小石川後楽園にある鷹の追悼記念碑。

## 概要
水戸藩第7代藩主・徳川治紀（はるとし: 1773年-1816年）は幕府から下賜された鷹を愛養していた。治紀が1816年に没すると、彼が飼っていた鳥獣類は山林に放たれたが、幕府からの賜り物の鷹は没後もそのまま飼養され続けた。その鷹も3年後には死んだが、治紀が大切にしていた愛鷹を野に捨てるのは忍びないとして、小石川後楽園内に埋葬され、第8代藩主・徳川斉脩（なりのぶ）が鷹の死を悼み1819年11月（文政2年10月）に瘞鷂碑を建立した。
「瘞鷂」の「瘞（えい）」は埋める、すなわち埋葬すること、「鷂（よう）」はハイタカの意で、碑文の最後には「文政己卯年冬十月 斉脩」と記されている。
碑は園内大泉水（だいせんすい）と称する大池の東側に位置し、池を巡る遊歩道から僅かに林内に入る小径奥にある。

## 建立200年記念
2019年11月、「瘞鷂碑」の建立200年を記念して、小石川後楽園で鷹や水戸徳川家に因んだイベントが下記の内容で開催された。
- 詩吟の公演 （無料・入園料別）定員50名

11月2日（土）、園内の涵徳亭において11時30分からと14時30分からの2回（各回約40分）。
内容：「水戸藩ゆかりの詩情の風景」 と題し、初代藩主・徳川頼房が愛した和歌の世界から、第2代藩主・徳川光圀が愛した漢詩の世界から、第9代藩主・徳川斉昭の代表作など（出演：公益社団法人・日本詩吟学院 夢風会、伴奏：小倉喜岳、演目：「白鷹」・「水戸八景（斉昭作）」ほか）。
- 鷹の舞（無料・入園料別）

11月2日（日）、松原及び園内において10時30分-16時。
内容：鷹のフライト、園内巡回、鷹との記念撮影会。
- 飴細工体験教室（500円・入園料別）

11月4日（月・振休）、園内の涵徳亭にて11時より6回（各回8名）。
内容：鷹をモチーフにした飴細工の体験教室（講師：あめ細工吉原・吉原孝洋）。
- 得仁堂特別公開（無料・入園料別）

11月3日（日）、園内得仁堂において10時-15時30分。
内容：光圀公（水戸黄門）の思想に影響を与えたとされる伯夷(はくい)と叔斉(しゅくせい)の木像を祀った得仁堂の特別公開。ただし現在は木像はなく、公開中も堂内への立ち入りは不可（協力：小石川後楽園ガイドクラブ）。
- 庭園ガイド（無料・入園料別）自由参加

期間中毎日、11時と14時（各回60分：雨天中止）、園内シダレザクラ前広場集合。
内容：庭園ガイドボランティアの案内による園内散策。